# Мехари Окубамикаэль
Мехари Окубамикаэль (англ. Mehari Okubamicael; род. 21 мая 1945, Асмэра) — эфиопский велогонщик, выступавший на шоссе. Участник летних Олимпийских игр 1968 и 1972 годов.

## Биография
Мехари Окубамикаэль родился 21 мая 1945 года в эфиопском городе Асмэра (сейчас в Эритрее).
В 1968 году вошёл в состав сборной Эфиопии на летних Олимпийских играх в Мехико. Шоссейную групповую гонку на 196,2 км не смог завершить. 
В 1972 году вошёл в состав сборной Эфиопии на летних Олимпийских играх в Мюнхене. В шоссейной командной гонке на 100 км сборная Эфиопии, за которую также выступали Текесте Вольду, Риссом Гебре Мескеи и Фисихасион Гебрейесус, заняла 28-е место, показав результат 2 часа 28 минут 39,3 секунды и уступив 17 минут 21,5 секунды завоевавшей золотые медали команде СССР.